# استند ویتی
استند ویتی (دسامبر ۱۲، ۱۸۰۶ – سپتامبر ۹، ۱۸۷۱) — معروف به استنداپ ئوویتی, دگاتاگا(چروکی: ᏕᎦᏔᎦ، "محکم بایست"), و آیزاک ویتی — از رهبران ملت چروکی و از سرتیپ‌های ارتش ایالات مؤتلفه در جریان جنگ داخلی آمریک بود. 
پیش از جابه جایی چروکی به قلمروی سرخپوستی در اواخر دههٔ ۱۸۳۰، ویتی و برادر بزرگترش السا بودینو از جمله رهبرانی بودند که در سال ۱۸۳۵ معاهدهٔ اچوتای نو را امضاء کردند.
طی جنگ داخلی آمریکا و کوتاه مدتی پس از آن ویتی به عنوان رئیس ارشد ملت چروکی بود (۱۸۶۲–۱۸۶۶). اقلیتی از اتحاد حمایت می‌کرد و از تصویب انتخاب او سرباز می‌زد.

## مطالعه بیشتر
- Cottrell, Steve. Civil War in Indian Territory. Gretna, LA: Pelican Publishing, 1998.
- Cunningham, Frank. General Stand Watie's Confederate Indians. Norman: University of Oklahoma Press, 1998.
- Franks, Kenny A. Stand Watie and the Agony of the Cherokee Nation. Memphis, TN: Memphis State University Press, 1979.
- Langguth, A. J. (2010). Driven West: Andrew Jackson and the Trail of Tears to the Civil War (Print). New York: Simon & Schuster. ISBN 978-1-4165-4859-1.
- McLoughlin, William G. Cherokee Renascence in the New Republic. Princeton: Princeton University Press, 1992.
- Wilkins, Thurman. Cherokee Tragedy: The Ridge Family and the Decimation of a People. Norman: University of Oklahoma Press, 1986. ISBN 0-8061-2188-2